# حسن الإغدرلي
الأونباشي حسن الإغْدِرلي (بالتركية: Iğdırlı Onbaşı Hasan)‏ هو جنديٌ عُثماني برتبة أونباشي. تذكر المصادر أنهُ آخر الجنود العثمانيين في القدس بعد انهيار الدولة العثمانية، وكان قد رفض الانسحاب أو تلبية الأوامر أو العودة إلى دياره حتى توفي عام 1982 عن عمر يناهز 93 عامًا.
صدر في عام 2020 كتابٌ باللغة التركية تحت عنوان (بالتركية: Kudüsteki Son Osmanlı Iğdırlı Hasan Onbaşı)‏ حيث يعني بالعربية «آخر العثمانيين في القدس: الأونباشي حسن الإغدرلي» للكاتب إسماعيل بلجين (بالتركية: İsmail Bilgin)‏.

## مقابلة إلخان بردكجي
تذكر المصادر أنَّ الصحفي التركي إلخان برداقجي (22 فبراير 1926 - 27 فبراير 2004) قد أجرى مقابلةً مع حسن الإغْدِرلي عام 1972، حيث قال حسن: «بقيتْ وحدتُنا كلها في القدس... لأننا ما رضينا أن يقول الناس تخلت الدولة العثمانية عنا... أردنا ألا يبكي المسجد الأقصى بعد أربعة قرون... أردنا ألا يتألم سلطان الأنبياء نبينا محمد صلى الله عليه وسلم... لم نرض أن يستغرق العالم الإسلامي في مأتم وحزن... ثم تعاقبت السنون الطويلة ومضت كلمح البصر...»، ثُم يكمل «ورفاقي كلهم انتقلوا إلى رحمة الله تعالى واحدًا واحدًا... لم يستطع الأعداء أن يقضوا علينا، وإنما القدر والموت... وها أنا ذا العريف حسن لا زلتُ على وظيفتي حارسًا على القدس الشريف... حارسًا على المسجد الأقصى...».
كما طلب من إلخان «يا بني... عندما تعود إلى الأناضول اذهب إلى قرية سنجق توقاد، فهناك ضابطي النقيب مصطفى الذي أودعني هنا حارسًا على المسجد الأقصى، ووضعه أمانة في عنقي... قبّل يديه نيابة عني وقل له: "سيدي الضابط، إن العريف حسن الإغدرلي رئيس مجموعة الرشاش الحادية عشرة، الحارس في المسجد الأقصى، ما زال قائمًا على حراسته في المكان الذي تركته منذ ذلك اليوم، ولم يترك نوبته أبدًا... وإنه ليرجو دعواتكم المباركة"».

## وصلات خارجية
- قصة آخر جندي عثماني بقي يحرس المسجد الأقصى وعمره 93 عاما على يوتيوب